# Lieben Sie Show?
Lieben Sie Show? war eine Fernsehshow, die ab dem 24. November 1962 in der ARD ausgestrahlt wurde. Unter der Regie von Michael Pfleghar präsentierten Alice und Ellen Kessler Schlagerstars, die mit dem Hazy-Osterwald-Sextett auftraten. Die Show gilt als erste seriell produzierte deutsche TV-Show. Sie galt als teuerste TV-Show der noch jungen deutschen Fernsehgeschichte. Produziert wurden die Folgen in Geiselgasteig durch die Bavaria Film. Chefkameramann und für die Beleuchtung zuständig war Hannes Staudinger, während die Kamera Ernst Wild führten. Beides waren auch renommierte Kameramänner der Filmindustrie. Die Showidee wurde trotz des mäßigen Erfolgs im Heimatland in die USA verkauft.
Nach den geplanten vier Ausgaben wurde die aufwändig produzierte Show aufgrund fehlender Zuschauerresonanz nicht verlängert.

## Ausgaben
- 24. November 1962 (mit Vivi Bach, Gilbert Bécaud, Sacha Distel etc.)
- 22. Dezember 1962 (mit Gerlinde Locker, Heidi Brühl, Sacha Distel etc.)
- 12. Januar 1963 (mit Vivi Bach, Heidi Brühl, Gilbert Bécaud etc.)
- 16. Februar 1963 (mit Isabelle Aubret, Petula Clark, Dalida etc.)